# (You're the) Devil in Disguise
(You're the) Devil in Disguise est une chanson enregistrée en 1963 par Elvis Presley. Elle a été écrite par Bernie Baum (en), Bill Giant (en), et Florence Kaye (en).

## Classements
Le single atteint la troisième place des classements de ventes aux États-Unis et la première place au Royaume-Uni. Il est certifié disque d'or par la RIAA.

## Reprises et adaptations

### Adaptations
(You're the) Devil in Disguise, adapté en français par Ralph Bernet sous le titre Tu n'as rien de tout ça.

Eddy Mitchell l'enregistre en 1963, un  super 45 tours est publié (voir Eddy in London).

En 1964, Johnny Hallyday sort une nouvelle version de Tu n'as rien de tout ça (voir Les guitares jouent ).